# Batiki (Insel)
Batiki (gesprochen Mbatiki) ist eine etwa 12 km² große Insel vulkanischen Ursprungs, die zum Archipel Lomaiviti des Inselstaates Fidschi im Südpazifik gehört. Sie erreicht eine Höhe von 186 Metern.
Die rund 300 Einwohner leben in vier Dörfern, Mua (Hauptort, Südwesten), Yavu (Nordwesten), Naigani (Nordosten) und Manuku (Südosten) an der Küste von Fischfang und Subsistenz-Landwirtschaft. Die Insel ist von einem Saumriff umgeben und hat keine sicheren Ankerplätze.